# Amtsleiter

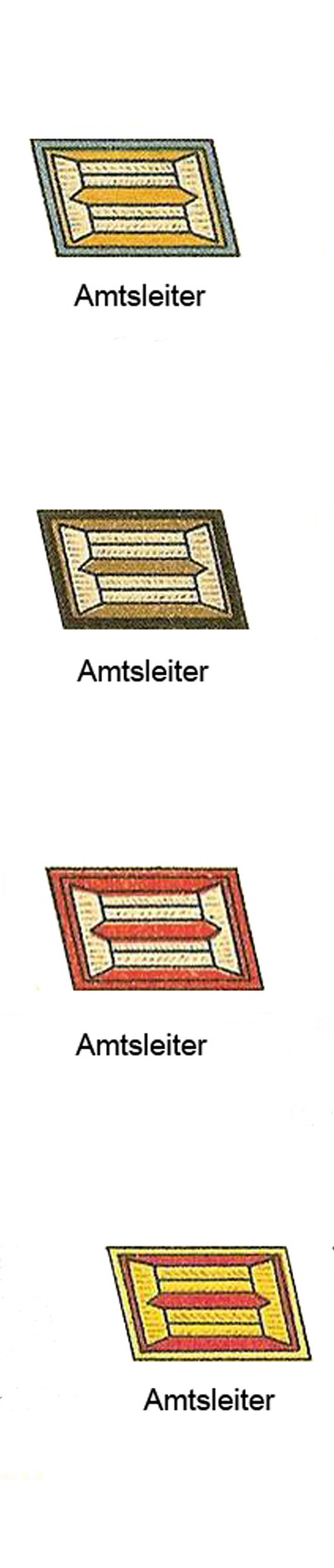
Amtsleiters (van boven naar beneden), Ortsgruppe, Kreisleitung, Gauleitung en Reichsleitung.

Amtsleiter der NSDAP (vrije vertaling: Ambtsleider) was een rang binnen de NSDAP tussen 1933 en 1938. De rang werd gecreëerd als een "manusje-van-alles" van politieke staffuncties op alle niveaus van de NSDAP (lokaal, provincie, regio en nationaal) en omvatte een breed scala aan taken en verantwoordelijkheden. Vanaf 1932 was het de hoogste rang in de NSDAP.
Een speciale rang als Hauptamtsleiter bestond op Reichsleitung (vrije vertaling: Rijksleiding) van de NSDAP. In 1939 werden de twee rangen (Hauptamtsleiter en Amtsleiter) uitgefaseerd in de NSDAP, en vervangen door nieuwe paramilitair rangen.

## Bekende personen met deze rang
Deze Amtsleiters werden door Hitler benoemd:
- Robert Ley en Walther Darré: 14 december 1932
- Rudolf Hess: 15 december 1932
- Albert Bormann (broer van Martin Bormann): 1933
- Alfred Baeumler: 1934
- Herbert von Obwurzer: 1936